# (1044) Teutonia
(1044) Teutonia est un astéroïde de la ceinture principale découvert le 10 mai 1924 par l'astronome allemand Karl Reinmuth. Sa désignation provisoire était 1924 RO.
Il tire son nom de l'Ordre Teutonique, ancienne tribu allemande, et de la région qui porte ce nom.